# Callilepis eremella
Callilepis eremella är en spindelart som beskrevs av Chamberlin 1928. Callilepis eremella ingår i släktet Callilepis och familjen plattbuksspindlar. Inga underarter finns listade.